# Pseudobithynia irana
Pseudobithynia irana is een slakkensoort uit de familie van de Bithyniidae. De wetenschappelijke naam van de soort is voor het eerst geldig gepubliceerd in 2006 door Glöer & Pešic.